# Погост Наволочний
Погост Наволочний (рос. Погост Наволочный) — присілок в Каргопольському районі Архангельської області Російської Федерації.
Населення становить 41 особу. Органом місцевого самоврядування до 2020 року було Ошевенське муніципальне утворення.

## Історія
Від 1937 року належить до Архангельської області.
Від 2004 року належить до муніципального утворення Ошевенське муніципальне утворення.

## Населення
| 2002 | 2010 | 2012 |
| ---- | ---- | ---- |
| 86   | ↘54  | ↘41  |